# L&P
L&Pは、日本のロックバンド・DUSTZが主催するチャリティーライブイベントである。

## 概要
コンセプトは『Love & Peace, Life & People』である。イベント名の由来は、Love&Peace, Life&people, Live PerformanceのLとPで、DUSTZが命名した。特定非営利活動法人ジェンに寄付をし、恵まれない国の支援をしていくチャリティーイベントである。

DUSTZのTakutoが中学時代に、アフリカの病院に車椅子を買う資金を寄付するためのチャリティーライブを行い、その時の喜びがL&Pを企画した動機となっている。
イベントの最後に演奏されるDUSTZとLime Aliveによるコラボレーション曲「World」がL&Pのテーマソングである。

## 過去のイベント

### L&P Vol.0(新宿MARZ)
2007年3月9日に、新宿のライブハウスMARZで行われた。これが初のL&Pである。
- 出演者
  - DUSTZ
  - Lime Alive
  - Grantz
  - ローズマダー
- 関連物
  - L&Pリストバンド(緑と黒を販売し、寄付)
  - L&PコンピレーションCD（募金した人にプレゼント）
  - L&Pステッカー（募金した人にプレゼント）
  - L&PTシャツ（非売品）

### L&P Vol.1(原宿ASTRO HALL)
2007年8月31日に、原宿のライブハウスAstro Hallで行われた。
- 出演者
  - DUSTZ
  - Lime Alive
  - Spyritus
  - CO-KEY
  - ICHI（オープニングアクト）
- 関連物
  - L&Pリストバンド(緑と黒を販売し、寄付)
  - L&PテーマソングCD「World」DUSTZ feat Lime Alive（販売し寄付）
  - L&P Vol.1 Tシャツ（販売し寄付）

### L&P Vol.2(?)
2008年3月頃開催予定。
- 出演者
  - DUSTZ
  - Lime Alive

他何組か出演予定。